# Vitor Belfort
Vítor Vieira Belfort (* 1. April 1977 in Rio de Janeiro) ist ein brasilianischer MMA-Kämpfer, der in Japan und den USA antritt. Er ist ehemaliger Halbschwergewichtschampion der MMA-Liga UFC. Sein Spitzname lautet Phenom (dt. „Das Phänomen“). Belfort trägt schwarze Gürtel im Brazilian Jiu-Jitsu und im Judo sowie den blauen Gürtel im Karate.

## Biografie
1996 gab Belfort sein Mixed-Martial-Arts-Debüt und gewann seinen ersten Kampf nach nur zwölf Sekunden. Sein damaliger Trainer war Carlson Gracie. 2004 gewann er den Halbschwergewichtstitel der UFC, ehe er 2008 ins Mittelgewicht wechselte.
Nach einem positiven Dopingtest wurde Belfort 2006 für neun Monate gesperrt.
Von seinen 25 Siegen (Stand Juni 2016) konnte Belfort 18 durch (T-)KO einfahren, 15 davon in der ersten Runde.
Am 10. April 2010 hätte Belfort gegen Anderson Silva in Abu Dhabi einen erneuten Titelkampf bekommen sollen, doch er verletzte sich während des Trainings und war für den Rest des Jahres nicht kampffähig.
Der Kampf fand am 5. Februar 2011 schließlich doch statt, endete aber mit spektakulären Knockout für Silva via Front Kick.
Nach zwei weiteren Kämpfen erhielt Belfort einen Titelkampf gegen den Light Heavyweight Champion Jon Jones und konnte diesen beinahe durch einen Armhebel in der ersten Runde zur Aufgabe zwingen, wurde jedoch von Jones für den Rest des Kampfes dominiert und in der vierten Runde per Americana (Beugehebel gegen die Schulter) besiegt.
Im Jahr 2013 konnte er eine spektakuläre Serie von 3 K.-o.-Siegen verbuchen. Sein erster Gegner in diesem Jahr, Michael Bisping, verlor dabei durch den finalen Kopftritt von Belfort für immer das Augenlicht in seinem rechten Auge. Später sollte Belfort den neuen Titelträger im Mittelgewicht Chris Weidman herausfordern, konnte aber nicht antreten, weil er einen Dopingtest nicht bestand und daraufhin gesperrt wurde. Erst 2015 kam es zum Titelkampf gegen Weidman, welchen Belfort in durch TKO in der ersten Runde verlor.
Aktuell trainiert Belfort im Fortfit Gym in Rio de Janeiro.

## MMA-Statistik
| Ergebnis   | Profi-Rekord | Gegner                                    | Datum              | Veranstaltung                                | Methode                                       | Runde | Zeit  |
| ---------- | ------------ | ----------------------------------------- | ------------------ | -------------------------------------------- | --------------------------------------------- | ----- | ----- |
| Sieg       | 1-0          | „The Giant with Attitude“ Jon Hess        | 11. Oktober 1996   | SB - SuperBrawl 2                            | KO (Schläge)                                  | 1     | 0:12  |
| Sieg       | 2-0          | Tra „Trauma“ Telligman                    | 7. Februar 1997    | UFC 12 - Judgment Day                        | TKO (Cut)                                     | 1     | 1:17  |
| Sieg       | 3-0          | „The Pitbull“ Scott Ferozzo               | 7. Februar 1997    | UFC 12 - Judgment Day                        | TKO (Schläge)                                 | 1     | 0:43  |
| Sieg       | 4-0          | Tank Abbott                               | 30. Mai 1997       | UFC 13 - The Ultimate Force                  | TKO (Schläge)                                 | 1     | 0:52  |
| Niederlage | 4-1          | „The Natural“ Randy Couture               | 17. Oktober 1997   | UFC 15 - Collision Course                    | TKO (Schläge)                                 | 1     | 8:16  |
| Sieg       | 5-1          | „The Ghetto Man“ Joe Charles              | 21. Dezember 1997  | UFC 15.5 - Ultimate Japan 1                  | Aufgabe (Armbar)                              | 1     | 4:03  |
| Sieg       | 6-1          | „The Axe Murderer“ Wanderlei Silva        | 16. Oktober 1998   | UFC 17.5 - Ultimate Brazil                   | TKO (Schläge)                                 | 1     | 0:44  |
| Niederlage | 6-2          | „The Gracie Hunter“ Kazushi Sakuraba      | 29. April 1999     | Pride 5                                      | Punktentscheidung (einstimmig)                | 2     | 10:00 |
| Sieg       | 7-2          | „The Hurricane“ Gilbert Yvel              | 4. Juni 2000       | Pride 9 - New Blood                          | Punktentscheidung (einstimmig)                | 2     | 10:00 |
| Sieg       | 8-2          | Daijiro Matsui                            | 27. August 2000    | Pride 10 - Return of the Warriors            | Punktentscheidung (einstimmig)                | 2     | 10:00 |
| Sieg       | 9-2          | Bobby Southworth                          | 25. März 2001      | Pride 13 - Collision Course                  | Aufgabe (Rear-Naked Choke)                    | 1     | 4:09  |
| Sieg       | 10-2         | „The Texas Crazy Horse“ Heath Herring     | 27. Mai 2001       | Pride 14 - Clash of the Titans               | Punktentscheidung (einstimmig)                | 3     | 5:00  |
| Niederlage | 10-3         | „The Iceman“ Chuck Liddell                | 22. Juni 2002      | UFC 37.5 - As real as it gets                | Punktentscheidung (einstimmig)                | 3     | 5:00  |
| Sieg       | 11-3         | „The Beastman“ Marvin Eastman             | 6. Juni 2003       | UFC 43 - Meltdown                            | TKO (Schläge)                                 | 1     | 1:07  |
| Sieg       | 12-3         | „The Natural“ Randy Couture               | 31. Januar 2004    | UFC 46 - Supernatural                        | TKO (Cut)                                     | 1     | 0:49  |
| Niederlage | 12-4         | „The Natural“ Randy Couture               | 21. August 2004    | UFC 49 - Unfinished Business                 | TKO (Refereestopp)                            | 3     | 5:00  |
| Niederlage | 12-5         | „The Huntington Beach Bad Boy“ Tito Ortiz | 5. Februar 2005    | UFC 51 - Super Saturday                      | Punktentscheidung (geteilt)                   | 3     | 5:00  |
| Niederlage | 12-6         | „The Demolition Man“ Alistair Overeem     | 23. April 2005     | Pride FC - Total Elimination 2005            | Aufgabe (Guillotine Choke)                    | 1     | 9:36  |
| Sieg       | 13-6         | Antony „Wild Thing“ Rea                   | 3. Dezember 2005   | Cage Rage 14 - Punishment                    | KO (Schläge)                                  | 2     | 1:30  |
| Niederlage | 13-7         | „The Demolition Man“ Alistair Overeem     | 9. Juni 2006       | Strikeforce - Revenge                        | Punktentscheidung (einstimmig)                | 3     | 5:00  |
| Sieg       | 14-7         | Kazuo „Yoshiki“ Takahashi                 | 3. Dezember 2005   | Pride FC - Critical Countdown Absolute       | KO (Schläge)                                  | 1     | 0:36  |
| Niederlage | 14-8         | Dan „Hendo“ Henderson                     | 21. Oktober 2006   | Pride FC 32 - The Real Deal                  | Punktentscheidung (einstimmig)                | 3     | 5:00  |
| Sieg       | 15-8         | Ivan Serati                               | 21. April 2007     | Cage Rage 21 - Judgement Day                 | TKO (Schläge)                                 | 1     | 3:47  |
| Sieg       | 16-8         | „The Messenger“ James Zikic               | 22. September 2007 | Cage Rage 23 - Unbelievable                  | Punktentscheidung (einstimmig)                | 3     | 5:00  |
| Sieg       | 17-8         | Terry „Dangerous“ Martin                  | 19. Juli 2008      | Affliction - Banned                          | KO (Schläge)                                  | 2     | 3:12  |
| Sieg       | 18-8         | „The Law“ Matt Lindland                   | 24. Januar 2009    | Affliction - Day of Reckoning                | KO (Schläge)                                  | 1     | 0:37  |
| Sieg       | 19-8         | Rich „Ace“ Franklin                       | 19. September 2009 | UFC 103 - Franklin vs. Belfort               | TKO (Schläge)                                 | 1     | 3:02  |
| Niederlage | 19-9         | „The Spider“ Anderson Silva               | 5. Februar 2011    | UFC 126 - Silva vs. Belfort                  | TKO (Front Kick & Schläge)                    | 1     | 3:25  |
| Sieg       | 20-9         | Yoshihiro „Sexyama“ Akiyama               | 6. August 2011     | UFC 133 - Evans vs. Ortiz 2                  | KO (Schläge)                                  | 1     | 1:52  |
| Sieg       | 20-9         | Anthony „Rumble“ Johnson                  | 14. Januar 2012    | UFC 142 - Aldo vs. Mendes                    | Aufgabe (Rear-Naked Choke)                    | 1     | 4:49  |
| Niederlage | 20-10        | Jon „Bones“ Jones                         | 22. September 2012 | UFC 152 - Jones vs. Belfort                  | Aufgabe (Keylock)                             | 4     | 0:54  |
| Sieg       | 21-10        | „The Count“ Michael Bisping               | 14. Januar 2013    | UFC on Fox 7 - Belfort vs. Bisping           | TKO (Tritt gegen Kopf & Schläge)              | 2     | 1:27  |
| Sieg       | 22-10        | Luke Rockhold                             | 18. März 2013      | UFC on Fox 8 - Belfort vs. Rockhold          | TKO (Spinning Heel Kick & Schläge)            | 1     | 1:27  |
| Sieg       | 23-10        | Dan „Hendo“ Henderson                     | 9. November 2013   | UFC Fight Night 32 - Belfort vs. Henderson   | KO (Tritt gegen Kopf)                         | 1     | 1:17  |
| Niederlage | 23-11        | Chris „All-American“ Weidman              | 23. Mai 2015       | UFC 187 - Johnson vs. Cormier                | TKO (Schläge)                                 | 1     | 2:53  |
| Sieg       | 24-11        | Dan „Hendo“ Henderson                     | 7. November 2015   | UFC Fight Night 77 - Belfort vs. Henderson 3 | KO (Schläge)                                  | 1     | 2:07  |
| Niederlage | 24-12        | Ronaldo „Jacare“ Souza                    | 14. Mai 2016       | UFC 189 - Werdum vs. Ciocic                  | TKO (Schläge)                                 | 1     | 4:38  |
| Niederlage | 24-13        | „The Dreamcatcher“ Gegard Mousasi         | 8. Oktober 2016    | UFC 204 - Bisping vs. Henderson 2            | TKO (Schläge)                                 | 2     | 2:43  |
| No Contest | 24-13-1      | Kelvin Gastelum                           | 11. März 2017      | UFC Fight Night 106 - Belfort vs. Gastelum   | Änderung der Entscheidung durch die STJDMMA 1 |       | 2:43  |
| Sieg       | 25-13-1      | „The Great“ Nate Marquardt                | 3. Juni 2017       | UFC 212 - Aldo vs. Holloway                  | Punktentscheidung (einstimmig)                | 3     | 5:00  |
| Niederlage | 25-14-1      | „The Dragon“ Lyoto Machida                | 12. Mai 2018       | UFC 224 - Nunes vs. Pennington               | KO (Front Kick)                               | 2     | 1:00  |

1) Kelvin Gastelum gewann zwar den Fight, wurde im Nachherein positiv auf verbotene Substanzen getestet, weswegen die Entscheidung auf ein No Contest geändert wurde

## Fakten
- Belfort gewann seine ersten vier Kämpfe in einer Gesamtzeit von 2 Minuten und 58 Sekunden.
- 2004 wurde Belforts Schwester entführt, worunter er sehr litt. 2007 gestand Elaine Paiva den Mord an dieser.
- Er ist bekannt für die enorme Schnelligkeit und KO-Gefährlichkeit seiner Hände.
- Belfort fing im Schwergewicht an, wechselte dann konstant nach unten, erst in das Halbschwergewicht, dann in das Mittelgewicht.
- Belfort ist mit dem brasilianischen Model Joana Prado verheiratet und hat mit ihr drei Kinder.
- Belfort spricht Portugiesisch, Englisch, Französisch und Spanisch.